# タウノ・ハンニカイネン
タウノ・ハンニカイネン（Tauno Heikki Hannikainen,1896年2月26日 - 1968年10月12日）は、フィンランドの指揮者。チェリスト。

## 略歴
シカゴ交響楽団の副指揮者を1947年から1950年まで務めた後、ヘルシンキ・フィルハーモニー管弦楽団で1951年から1963年まで首席指揮者として活躍した。ハンニカイネン三重奏団のメンバーでもあった。

## ハンニカイネン三重奏団
- Pf）イルマリ・ハンニカイネン（Toivo Ilmari Hannikainen,1892 - 1955）
- Vn）アルヴォ・ハンニカイネン（Arvo Sakari Hannikainen,1897-1942）
- Vc）タウノ・ハンニカイネン

## 録音
- シベリウス作曲 交響曲第2番 ニ長調 op.43
シンフォニア・オブ・ロンドン Sinfonia Of London
- シベリウス作曲 交響曲第4番 イ短調 op.63
ソビエト国立交響楽団 メロディア録音
- シベリウス作曲 交響曲第5番 変ホ長調 op.82
シンフォニア・オブ・ロンドン Sinfonia Of London
- シベリウス作曲 カレリア組曲 op.11
シンフォニア・オブ・ロンドン Sinfonia Of London
- シベリウス作曲 レンミンカイネン組曲（Four Legends, or Four Legends from the Kalevala）作品22
モスクワ放送交響楽団 メロディア録音
- シベリウス作曲 交響詩「フィンランディア」 op.26
モスクワ放送交響楽団 メロディア録音
- シベリウス作曲 悲しきワルツ op.44-1
USSR Radio Symphony Orchestra, Mosoblsovnarhoz, D-004876 GOST 5289-56
- シベリウス作曲 交響詩「タピオラ」 op.112
ロンドン交響楽団
- シベリウス作曲 ヴァイオリン協奏曲 ニ短調 op.47
トッシー・スピヴァコフスキー(vn)、ロンドン交響楽団
オレグ・カガン(vn)、フィンランド放送交響楽団
- ウーノ・クラミ作曲 "Terchenniemi" from Kalevala Suite op.23
USSR Radio Symphony Orchestra, Mosoblsovnarhoz, D-004876 GOST 5289-56
- アルマス・ヤルネフェルト作曲 子守唄
USSR Radio Symphony Orchestra, Mosoblsovnarhoz, D-004876 GOST 5289-56